# René Marcelin
René Marcelin (12 de juny de 1885, Gagny - 24 de setembre de 1914, Beaumont-en-Verdunois) fou un físic-químic francès. Estudiant de Jean Baptiste Perrin a la Facultat de Ciències de la Universitat de la Sorbona de París, realitzà importants estudis teòrics en el camp de la cinètica química.

## Obra
Marcelin desenvolupà el primer estudi teòric de la velocitat de les reaccions químiques. Demostrà que la constant de velocitat, {\displaystyle {\ce {k}}}, de l'equació d'Arrhenius, està relacionada amb l'energia d'activació però també amb l'entropia d'activació. El 1910 introduí la noció d'energia de Gibbs estàndard d'activació. El 1912, considerà el progrés d'una reacció química com el moviment d'un punt en un espai de fases. Mitjançant els mètodes de la mecànica estadística de Gibbs obtingué una expressió que ja havia obtingut mitjançant una aproximació termodinàmica. Proposà que el progrés d'una reacció química es pot descriure com un punt en una superfície d'energia potencial amb les coordenades quantitat de moviment atòmiques i les distàncies. A la seva tesi doctoral, defensada el 1914, desenvolupà una teoria general de les velocitats absolutes de reacció mitjançant nocions termodinàmiques i cinètiques. Descriví els fenòmens que depenen de l'activació com un moviment de punts dins l'espai. La seva Contribution à l'étude de la cinétique physico-chimique, publicat poc després de la seva mort durant la I Guerra Mundial, descriu una reacció química entre N espècies atòmiques en un espai de fases de 2N dimensions, i emprà la mecànica estadística por obtenir el factor pre-exponencial de la llei d'Arrhenius. Malgrat els fonaments eren correctes no pogué avaluar les integrals de les equacions que obtingué perquè la seva resolució encara no era possible en aquell moment. Els seus treballs foren publicats després de la seva mort pel seu germà André el 1918.